# Вертячий
Вертячий (рос. Вертячий) — хутір у Городищенському районі Волгоградської області Російської Федерації.
Населення становить 1225  осіб. Входить до складу муніципального утворення Вертячинське сільське поселення.

## Історія
Хутір розташований у межах українського історичного та культурного регіону Жовтий Клин.
Згідно із законом від 14 травня 2005 року № 1058-ОД органом місцевого самоврядування є Вертячинське сільське поселення.

## Населення
| 2010 | 2012  | 2013  | 2014  | 2015  | 2016  | 2017  |
| ---- | ----- | ----- | ----- | ----- | ----- | ----- |
| 1317 | ↘1314 | ↘1291 | ↘1265 | ↘1249 | ↘1240 | ↘1225 |